# Chaussée de Ninove
La chaussée de Ninove (en néerlandais : Ninoofse Steenweg) est une chaussée de 20 kilomètres reliant Bruxelles à Ninove. Traversant plusieurs communes et croisant diverses grandes routes, la chaussée de Ninove, tronçon de la route nationale N8, compte 14 radars fixes.

## L'ancienne chaussée de Ninove
Initialement, une chaussée reliant Bruxelles et Ninove existait déjà : l’ancienne chaussée de Ninove (en néerlandais : Oude  Ninoofsesteenweg). 
Le tracé de cette dernière ne correspondait pas tout à fait au tracé de la chaussée actuelle. En effet, l’ancienne chaussée de Ninove, n’étant pas rectiligne, opérait une déviation autour du centre de Dilbeek. Par ailleurs, à l’époque, la chaussée mesurait entre 6 et 11 mètres de large. Considérée comme importante pour la société de l’époque, elle était utilisée pour le commerce et l’agriculture du XIXe siècle. 
De plus, lors du tracé de la nouvelle route, les habitants de Dilbeek connurent une division de leur commune. Ainsi, la route est venue séparer les villageois de leurs terrains. Dès lors, le côté nord de Dilbeek est à distinguer du côté sud de Dilbeek.
Enfin, c’est en 1828 que la chaussée traversa également la chartreuse de Scheut.

## La chaussée de Ninove
Le projet de la chaussée de Ninove, (en néerlandais : Ninoofsesteenweg) est étroitement lié à la conception de la Porte de Ninove datant de 1816. Cette dernière, franchie par la Senne, voit son urbanisation se développer à l’intérieur des remparts de la Ville de Bruxelles vers 1805.  
En 1823, la destruction des murs de la ville a mené à la construction de la chaussée de Ninove et à son tracé actuel. Les travaux de ladite chaussée se sont étendus sur plusieurs années. Après avoir été abandonnés, leur reprise a été annoncée en 1825. C’est en 1826 qu’une chaussée rectiligne reliant Bruxelles à Ninove est construite sous le régime hollandais. Plus précisément, sous l’ordre du baron Jean Bernard de Viron (1764-1834), bourgmestre de Dilbeek.
Par ailleurs, en 1827, le canal Charleroi-Bruxelles fut percé. Ainsi, en vue de faire perdurer les fonctions premières de la chaussée (commerce et agriculture), un pont fut construit au-dessus de ce dernier. De ce fait, la Porte de Ninove et la chaussée de Ninove furent reliées entre 1927 et 1932.

### La chaussée de Ninove en pratique
Différents axes d’extensions ont habillé l’agglomération de Bruxelles. La chaussée de Ninove fut un de ces axes de croissance.   
Le premier tramway circulait déjà entre Bruxelles et Schepdael en 1887. La ligne a été principalement conçue afin de promouvoir le transport de personnes et de produits agricoles vers Bruxelles. À la fin du XIXe siècle, une ligne de tramway de 23 kilomètres de long reliant Ninove à la Capital a été construite le long de la chaussée de Ninove.   
Aujourd’hui, un autre moyen de transport public relie Bruxelles et Ninove : le bus. En effet, ce sont les lignes 126 et 128 De Lijn qui suivent le tracé de la chaussée. 

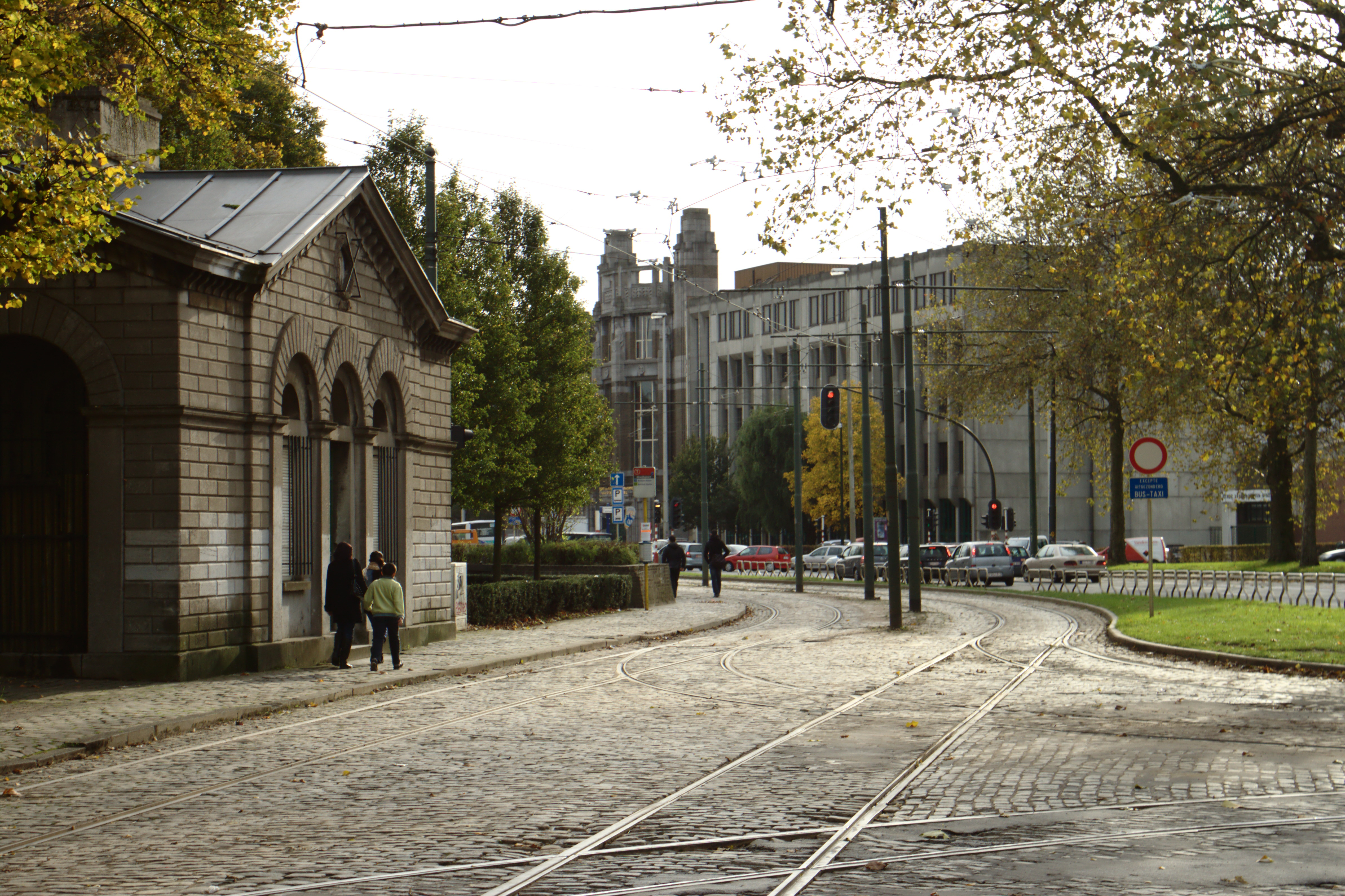
Porte de Ninove - intersection de la R20 et de la chaussée de Ninove

En croisant la chaussée de Ninove à la Porte de Ninove, la route R20 en constitue une des extrémités. Dès lors, partant de la Porte, elle s’étend sur 20 kilomètres. Dans son élan, la chaussée change de nom à son intersection avec la rue Weerschede. À ce croisement, elle prend le nom de « Brusselsteenweg ». 
De surcroît, la chaussée fait partie d’un réseau routier plus vaste, à savoir la route nationale N8. En effet, celle-ci s’étendant sur 152 kilomètres traverse Bruxelles, Ninove, Audenarde, Courtrai, Ypres et Coxyde. De plus, au vu des nombreux accidents et excès de vitesse, c'est sur cette route nationale N8 qu’ont été installés de nombreux radars. Sur le tronçon reliant Ninove à Bruxelles, se trouvent au total 14 radars fixes.

### Intersections routières
La chaussée de Ninove traverse plusieurs communes et villes, sur le territoire desquelles des routes viennent croiser ladite chaussée. 
- Sur la commune de Molenbeek-Saint-Jean : R20, N8a, N215, N236.
- Sur la commune d’Anderlecht : N290.
- Sur la commune de Dilbeek : R0.
- Sur Eizeringen : N285.
- Sur le territoire de Ninove : N28, N255, N405, N8b.

### Intersections fluviales

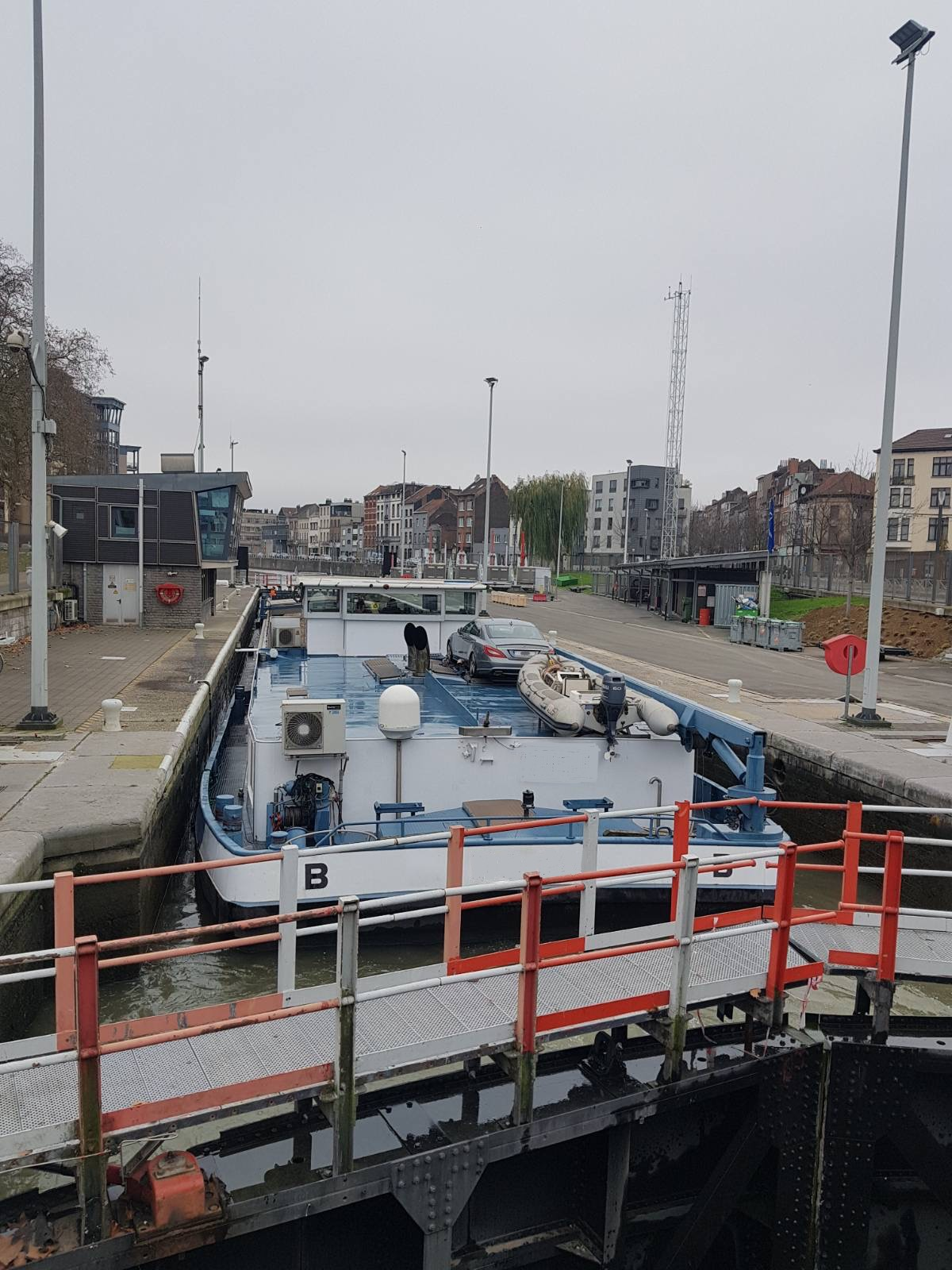
Écluse de la Porte de Ninove (2020)

En ce qui concerne les croisements fluviaux, le canal Charleroi-Bruxelles traverse la chaussée dans la commune de Molenbeek-Saint-Jean. 
Par ailleurs, une écluse s’est établie à son croisement avec la chaussée de Ninove. En effet, dans les années 1930, l’écluse de la Porte de Ninove est construite au vu de l’augmentation de l’industrie et de l’urbanisation le long du canal Charleroi-Bruxelles. Une écluse permettant le maintien des desseins premiers de la chaussée (commerce et agriculture). Elle est toujours en activité aujourd’hui et constitue la onzième écluse du canal depuis Charleroi.

## Lieux culturels et tourisme
Parmi les monuments situés sur la chaussée de Ninove, on compte le musée du tramway de Schepdael. Ce musée se situe sur la commune de Dilbeek à l'adresse suivante : Chaussée de Ninove 995, 1703 Dilbeek. Il s’agit d’un ancien dépôt de tramays vicinaux de l’ancienne SNCV, aménagé en musée dans les années 1962. Cependant, il a gardé sa fonction de dépôt jusqu’en 1968 pour la ligne Ni, reliant Bruxelles à Ninove. Après avoir été rénové durant de nombreuses années, c’est en 2009 que le musée a, à nouveau, ouvert ses portes.

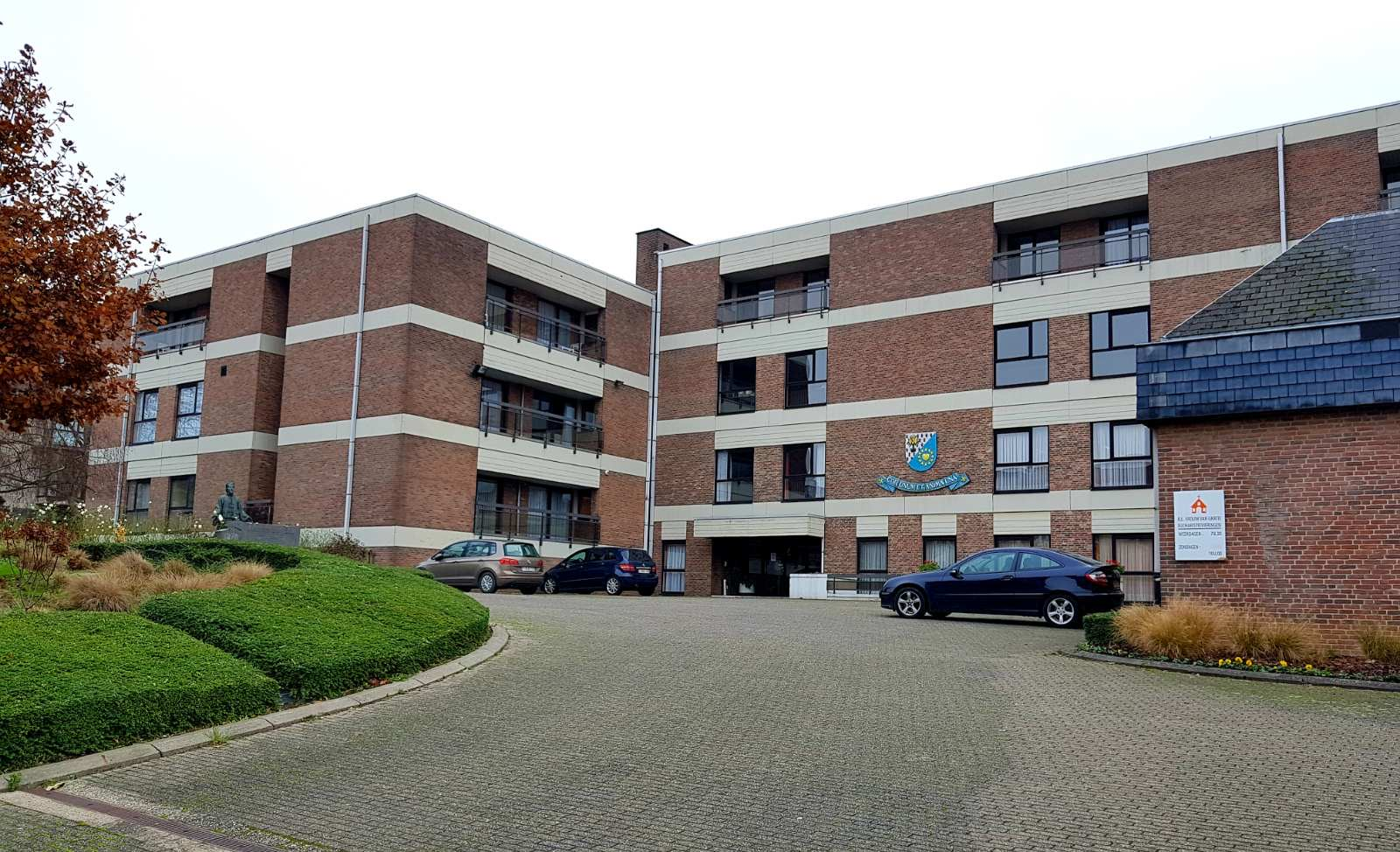
Mission de Scheut - Building

Par ailleurs, le musée de Chine de la Mission de Scheut fut établi dans l’ancien couvent des missionnaires de Scheut. L’objectif de ce musée est de retracer l’histoire, la culture et le folklore de la Chine ancienne à travers une collection d’objets provenant des congrégations de 1862. Le musée, pourvu d’objets de Chine et du Congo, se situe sur la Chaussée de Ninove 548, 1070 Anderlecht.    

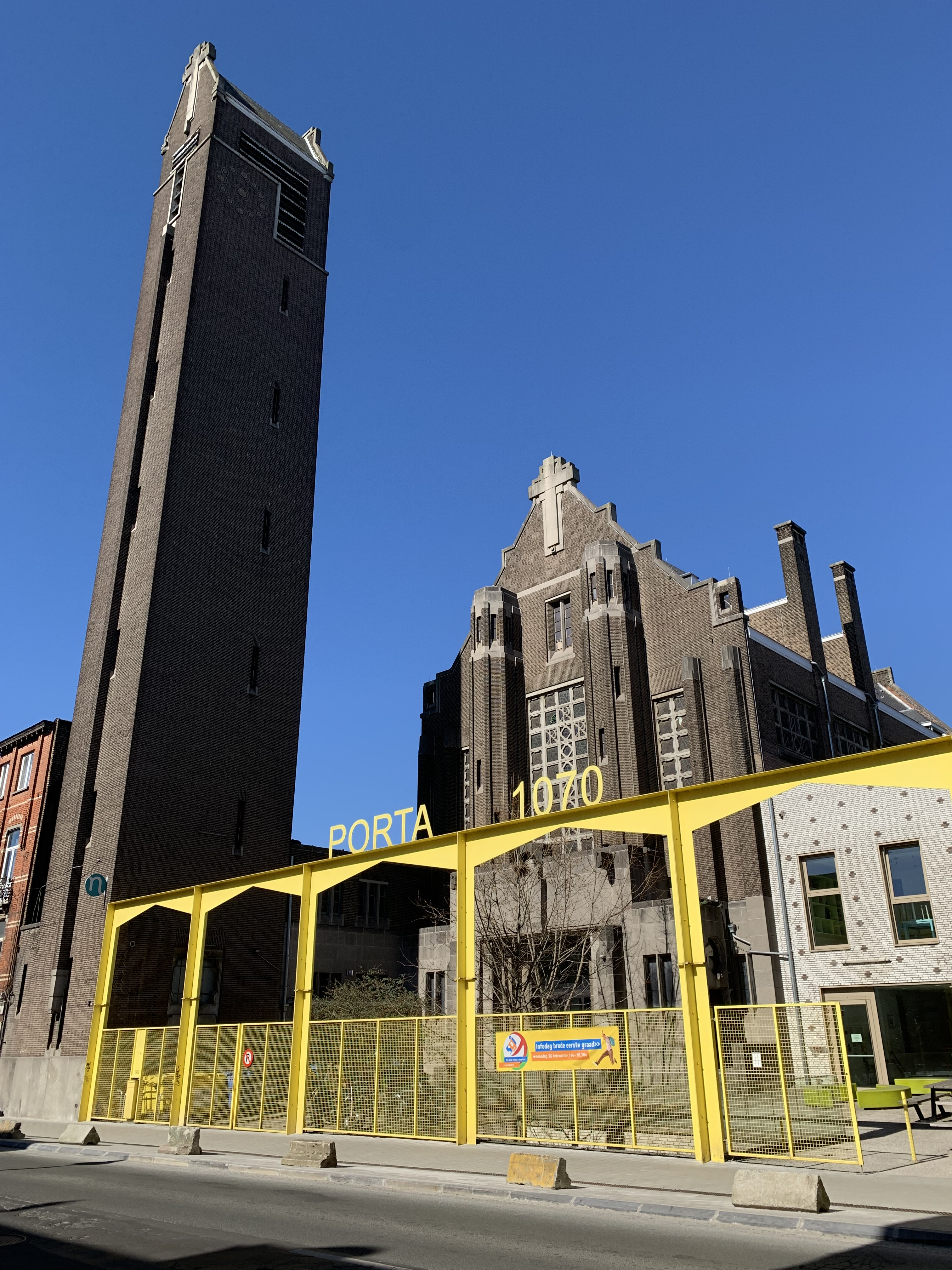
Église Saint-Vincent-de-Paul réaménagée en école

De plus, sur la chaussée de Ninove, dans le quartier de Scheut d’Anderlecht, est également établie l’Église Saint-Vincent-de-Paul. L’ancienne chapelle Notre-Dame-de-Grâce a laissé place à l’église Saint-Vincent-de-Paul, en 1936-1937. En outre, l’église a été réaménagée en école et inaugurée en 2018. La « Tienerschool » a ouvert ses portes pour la rentrée de septembre 2019.  
Enfin, la route est longée d’espaces verts. Dans la commune de Molenbeek-Saint-Jean, le parc Vandenheuvel se situe au coin de la rue Vandenpeereboom et de la chaussée de Ninove. À Dilbeek, le club de golf Steenpoel borde également la chaussée de Ninove.

## Projets de rénovations et aménagements

### Le projet Plan d’Aménagement Directeur (PAD)
Le Plan d’Aménagement Directeur touche les communes de la Ville de Bruxelles et de Molenbeek-Saint-Jean. Dans un périmètre chargé d’histoire, le projet a pour dessein de développer et améliorer la mixité sociale, la diversification résidentielle, mais aussi l’attractivité du périmètre concerné. Divers services publics, espaces verts et équipements sont créés par ce projet. Voulant renforcer sa continuité historique, le PAD concerne la chaussée.  De plus, dans l’objectif de mettre en avant l’affectation publique de la partie nord de la chaussée, il a permis la création du Technopolis de Malines. De surcroît, les agrandissements des parcs de la chaussée de Ninove étaient au programme du projet. Plus précisément, c’est entre l’écluse de Molenbeek-Saint-Jean et le début de la rue des Fabriques que le Plan d’Aménagement Directeur prévoit l’aménagement d’espaces publics et de parcs. D’autres affectations ont été envisagées, telles que des piscines, des auditoriums, des sites d'escalade, etc. Concernant la mobilité, un parking souterrain est suggéré par le schéma d’orientation de la société XGDA, favorisant le trafic motorisé sur la chaussée de Ninove et sur la petite ceinture.

### Projet Ekla
Le projet Ekla a été déposé par la société Re-Vive auprès de la Région de Bruxelles-Capital le 12 novembre 2013. Ce projet d’une superficie de 6.000 mètres carrés a vu le jour en 2018. Il s’est développé à proximité de la Gare de l’Ouest, à l’adresse suivante : Chaussée de Ninove 192, 1080 Molenbeek-Saint-Jean.
Disposant du terrain, la brasserie Vandenheuvel s’est vue racheter (par la société Re-Vive) ses terres et ses alentours en 2013, dans le cadre du projet Ekla. Cette brasserie brassait diverses bières bruxelloises, dont l’Ekla, brassée à partir de 1958 pour l'Expo 58. Par conséquent, le projet en a repris le nom.

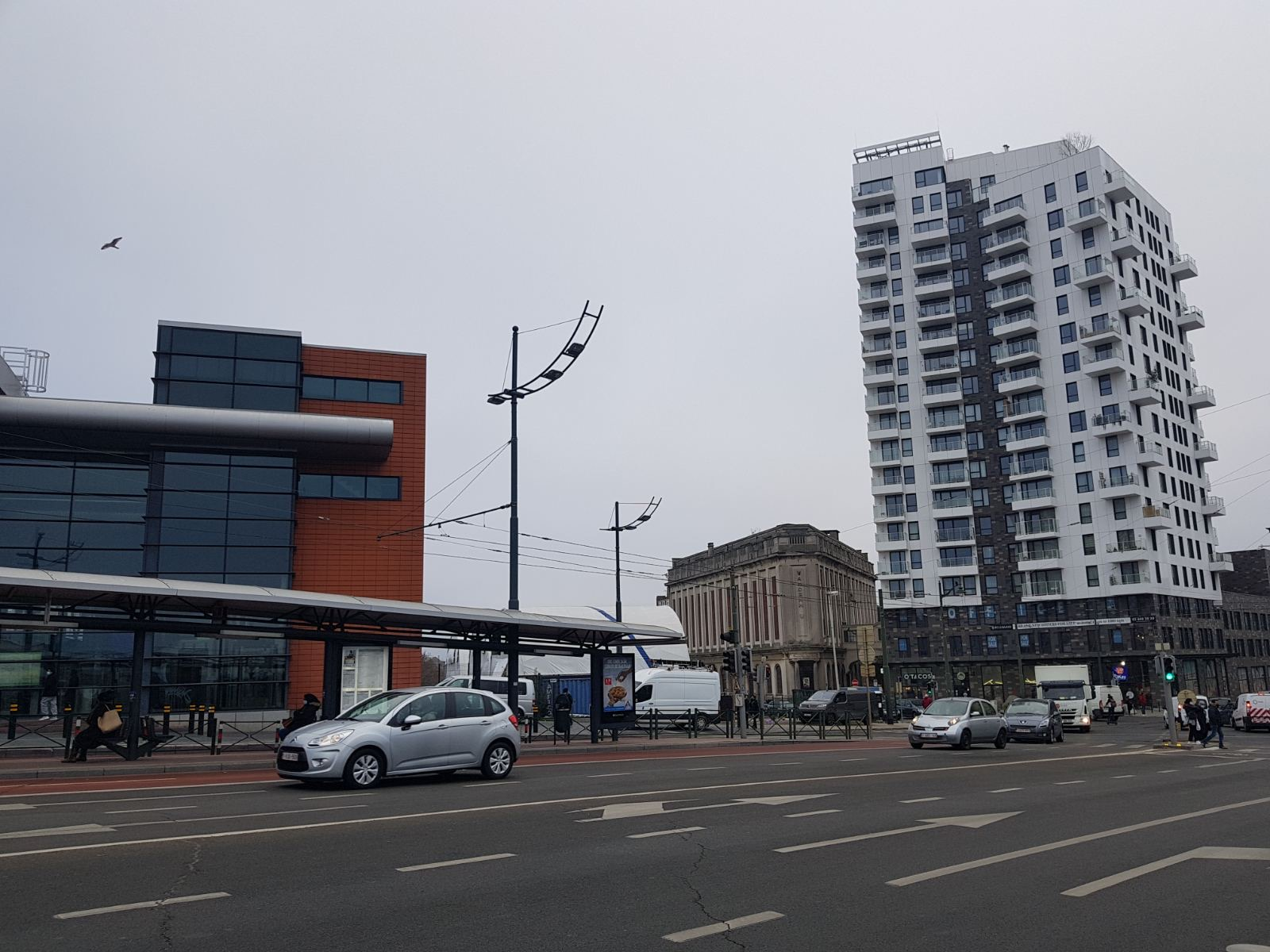
Tour Ekla à côté de la Gare de l’Ouest

L’ensemble du projet comprend un hôtel, des surfaces commerciales, des bureaux pour entreprises créatives, une école primaire pour 200 élèves, des logements pour étudiants et une tour de logements libres. Le projet se compose de 107 logements libres, 43 logements conventionnés et 48 chambres étudiantes. La place est ouverte au maximum à l’espace public et permet d’accéder aux bureaux et rez-de-chaussée ouverts au public. Divers lieux de vie, tels qu’un supermarché, une école maternelle et primaire néerlandophone, un nouveau parc de quartier et un parking souterrain se situent à proximité de la tour. Les appartements sont qualifiés dans les plans du projet comme étant « abordables et combinables ». Ils sont destinés à des étudiants aidés par le CPAS et à des familles à bas revenus, poursuivant l’objectif du projet PAD de mettre en exergue la mixité sociale. Le bâtiment dispose de divers matériaux ayant pour dessein de réduire la facture d’énergie. De surcroît, la chaussée de Ninove fait l'objet d’un projet finaliste des ULI Europe Awards for Excellence 2020.

### Projet Redwood
Le projet Redwood s'est développé sur la chaussée de Ninove 715, 1070 Anderlecht, où se situait auparavant un magasin de pneus. C’est en 2016-2017 que le projet Redwood prend forme. L’ancien magasin a été rasé pour laisser place à un immeuble de 24 appartements. Les appartements avec vue sur le Scheutbos avaient pour dessein de rendre la vie active. En effet, ce bâtiment de trois étages avec parking souterrain et rez-de-chaussée commercial se fixe l’objectif de mettre l’accent sur la qualité et la praticité de l’immeuble.

### Ouvrages
- Jacques Dubreucq, Bruxelles 1000, une histoire capitale, t. 3, Bruxelles, Édité par l’auteur, 1997, 389 p..
- A. Hubert, Anderlecht : Essai d’Histoire populaire, 1927.
- J.H.E. Reeskamp, Trams, vol. 72, coll. « Beeld-Encyclopedie de Alkenreeks », 1963.
- Christian Spapens, « L'octroi de Bruxelles, en particulier Porte de Ninove », Cahiers Bruxellois - Brusselse Cahiers,‎ 6 décembre 2017 (lire en ligne, consulté le 9 décembre 2020).
- Étienne Van Hecke, « La délimitation de l’agglomération morphologique bruxelloise à partir des secteurs statistiques », Courrier Hebdomadaire du CRISP, vol. 37, no 623,‎ 1973 (lire en ligne, consulté le 9 décembre 2020).

### Revue
- « Een halte in de tijd : De tramsite van Schepdaal », Het Spoor, 1er septembre 2009, p. 17-19